# Беловежда шпореста кукувица
Беловежда шпореста кукувица (Centropus superciliosus) е вид птица от семейство Cuculidae.

## Разпространение
Видът е разпространен в Ангола, Ботсвана, Бурунди, Джибути, Еритрея, Етиопия, Замбия, Зимбабве, Йемен, Република Конго, Демократична република Конго, Кения, Лесото, Малави, Мозамбик, Намибия, Руанда, Саудитска Арабия, Сомалия, Судан, Свазиленд, Танзания, Уганда, Южна Африка и Южен Судан.